# کمال‌الدین ابن اعمی
علی بن محمد بن مبارک شهرت‌یافته به کمال‌الدین، ابن عمیٰ (۱۲۰۱ - ۱۲۹۲م) شاعر فلسطینی در سده هفتم هجری بود. پدرش «ظهیرالدین، محمد اعمیٰ» خطیب قدس بود. کمال‌الدین در روزگار صلاح‌الدین ایوبی، سرودن را آغاز کرد و گرایش‌های صوفیانه داشت. مشهور است که او «مقامه» ای نیز سروده یا نگاشته است.